# Eudrilidae
Eudrilidae ist der Name einer Familie von Wenigborstern in der Ordnung der Crassiclitellata (Regenwürmer im weiteren Sinne), deren rund 500 Arten in Afrika verbreitet sind.

## Merkmale
Die Eudrilidae haben einen zylindrischen Körper, dem dorsale Poren fehlen. An jedem Segment sitzen vier Paar Borsten, wobei die oberen beiden Paare häufig anger zusammen sitzen als die unteren beiden Paare.
Der Oesophagus bildet im 5. Segment meist einen Kaumagen, während es im Mitteldarm nur selten Kaumägen gibt. Der Darmkanal besitzt auch Kalkdrüsen, während Blinddärme fehlen. Das geschlossene Blutgefäßsystem der Eudrilidae weist im Vorderteil des Körpers neben dem Rückengefäß ein ähnlich gebautes supra-oesophageales Gefäß auf. Die Nephridien sind wohl entwickelt.
Das Clitellum der Zwitter ist ring- oder sattelförmig und nimmt zwischen dem 12. und dem 18. Segment 6 bis 7 Segmente ein. Eine Tubercula pubertatis fehlt, doch sind Genitalpapillen oder auch Porophoren generell vorhanden. Es gibt eine unpaare männliche Geschlechtsöffnung oder ein Paar im 17. Segment oder in der Furche des 17. zum 18. Segment am hinteren Rand des Clitellums, gleichzeitig als Ausgang für das Paar der röhrenförmigen Prostatae dienend. Die Receptacula seminis können fehlen oder sind anderenfalls stark modifiziert, dehnen sich in das eierstocktragende Segment aus und führen über eine unpaare Öffnung oder auch ein Paar meist hinter, selten vor den Hoden nach außen oder haben gemeinsame Ausgänge mit den Eileitern über das Paar der weiblichen Geschlechtsöffnungen am 14. Segment, wobei sie sich manchmal nach hinten als Blindsack des Coelom fortsetzen.

## Verbreitung, Lebensraum und Lebensweise
Die Eudrilidae sind im tropischen Afrika südlich der Sahara verbreitet. Die Art Eudrilus eugeniae (Kinberg, 1867) aus dem äquatorialen Westafrika ist durch den Menschen auch in andere Regionen verschleppt worden. Die Eudrilidae sind wie andere Crassiclitellaten Bodenbewohner und Substratfresser, welche die organischen Bestandteile des verschluckten Substrats verdauen.

## Gattungen
Die Familie Eudrilidae hat in zwei Unterfamilien etwa 53 Gattungen mit etwa 500 Arten:
- Agrotoreutus Segun, 1976
- Alvania Beddard, 1893
- Beddardiella Michaelsen, 1910
- Bettonia Beddard, 1903
- Borgertia Michaelsen, 1905
- Buttneriodrilus Michaelsen, 1897
- Chuniodrilus Michaelsen, 1913
- Digitodrilus Segun, 1980
- Eminoscolex Michaelsen, 1896
- Endrilus W. Smith, 1887
- Ephyriodrilus Sims, 1971
- Eudriloides Michaelsen, 1890
- Eudrilus Perrier, 1871
- Eupolytoreutus Michaelsen, 1910
- Euscolex Michaelsen, 1903
- Eutoreutus Michaelsen, 1915
- Gardullaria Michaelsen, 1903
- Heliodrilus Beddard, 1890
- Hyperiodrilus Beddard, 1890
- Iridodrilus Beddard, 1897
- Kaffania Michaelsen, 1903
- Keffia Clausen, 1965
- Legonea Clausen, 1965
- Legonodrilus Sims, 1969
- Libyodrilus Beddard, 1891
- Malodrilus Michaelsen, 1903
- Megachaeta Michaelsen, 1891
- Metadrilus Michaelsen, 1891
- Metschaina Michaelsen, 1903
- Nemertodrilus Michaelsen, 1890
- Neumanniella Michaelsen, 1903
- Neumanniona Michaelsen, 1935
- Notykus Michaelsen, 1891
- Nsukkadrilus Segun, 1977
- Okudrilus Csuzdi & Sherlock, 2015
- Paradrilus Michaelsen, 1891
- Parapolytoreutus Segun, 1980
- Pareudrilus Beddard, 1894
- Platydrilus Michaelsen, 1891
- Polytoreutus Michaelsen, 1890
- Preussia Michaelsen, 1891
- Reithrodrilus Michaelsen, 1891
- Rosadrilus Cognetti, 1909
- Schoutedenina Michaelsen, 1937
- Schubotziella Michaelsen, 1915
- Scolecillus Omodéo, 1958
- Segunodrilus Owa, 1995
- Takunodrilus Owa, 1995
- Teleudrilus Rosa, 1888
- Teleutoreutus Michaelsen, 1903
- Tubiscolex Michaelsen, 1935
- Unyoria Michaelsen, 1896
- Vomia Segun, 1976